# سایوز تی‌ام‌ای-۱ام
سایوز-تی‌ام‌ای-۱ام (به روسی: Союз )(به معنای اتحاد) یک مأموریت سرنشین دار سازمان ملی فضانوردی روسیه به سمت ایستگاه فضایی بین‌المللی محسوب می‌شود.

این مأموریت نخستین پرواز مؤثر و موفق فضاپیمای نسل جدید سایوزTMA-M بود که نسبت به فضاپیماهای قبلی دچار تغییرات عمده‌ای گردیده بود. این فضاپیما کاملاً مجهز به کنترلرهای دیجیتالی پیشرفته و وزن پرتاب آن نیز کاهش یافته بود. فضاپیمای جدید راه مهندسان روسی برای بررسی و آزمایش شرایط مختلف برای عملیاتی کردن سامانه ترابری خلبان‌دار آینده‌نگر را هموار می‌ساخت.
همچنین فضاپیمای این مأموریت وظیفه ارسال و بازگرداندن تعدادی از فضانوردان گروه اعزامی ۲۵ و گروه اعزامی ۲۶ را نیز بر عهده داشت.

## خدمه مأموریت
| نام            | ملیت                | تعداد پرواز | نقش عملیاتی | تصویر |
| الکساندر کالری | روسیه               | ۵           | فرمانده     |       |
| اولگ شکریپوچکا | روسیه               | ۱           | مهندس پرواز |       |
| اسکات کلی      | ایالات متحده آمریکا | ۳           | مهندس پرواز |       |

## نگارخانه

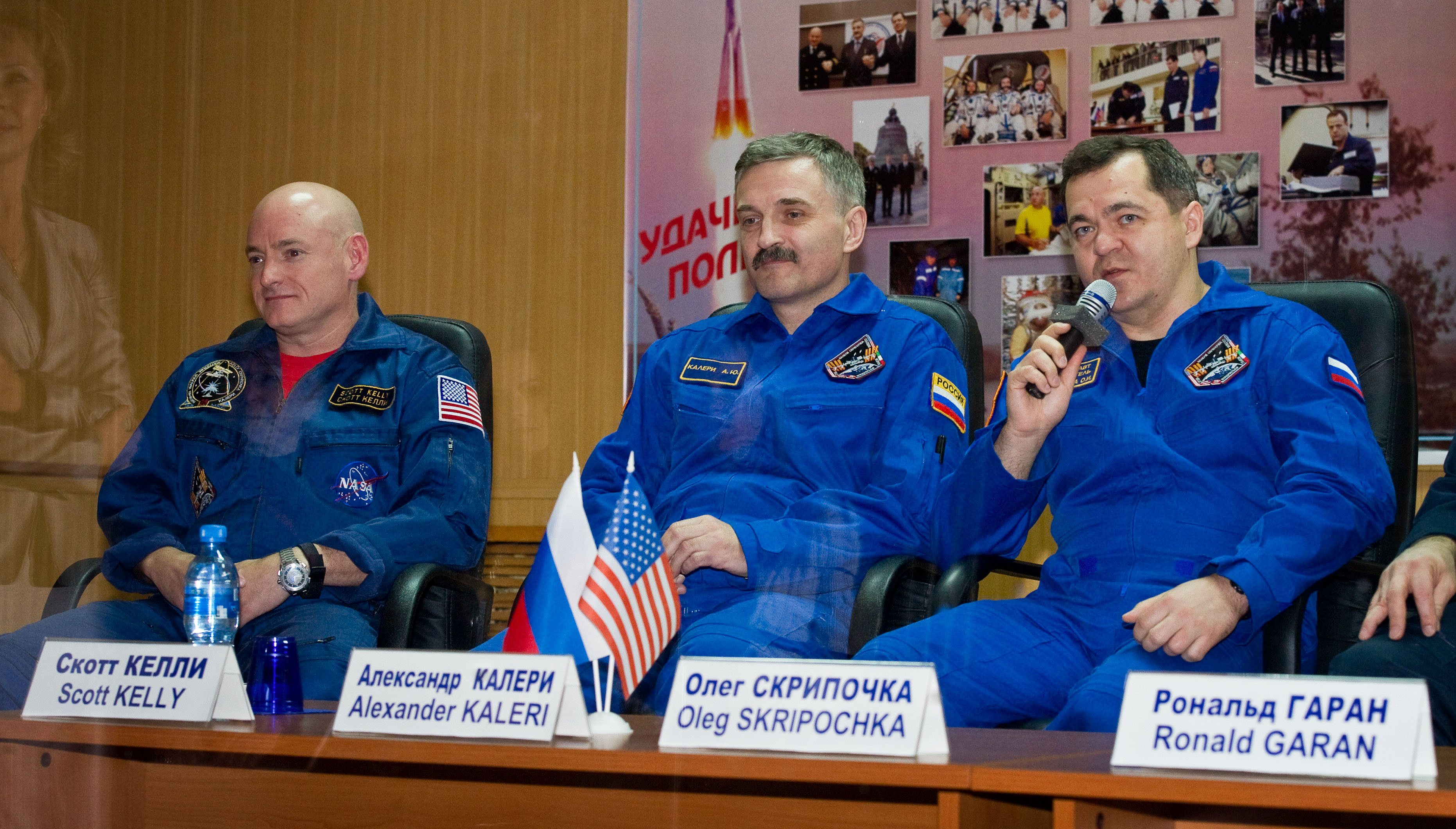
فضانوردان تی‌ام‌ای-۱ام
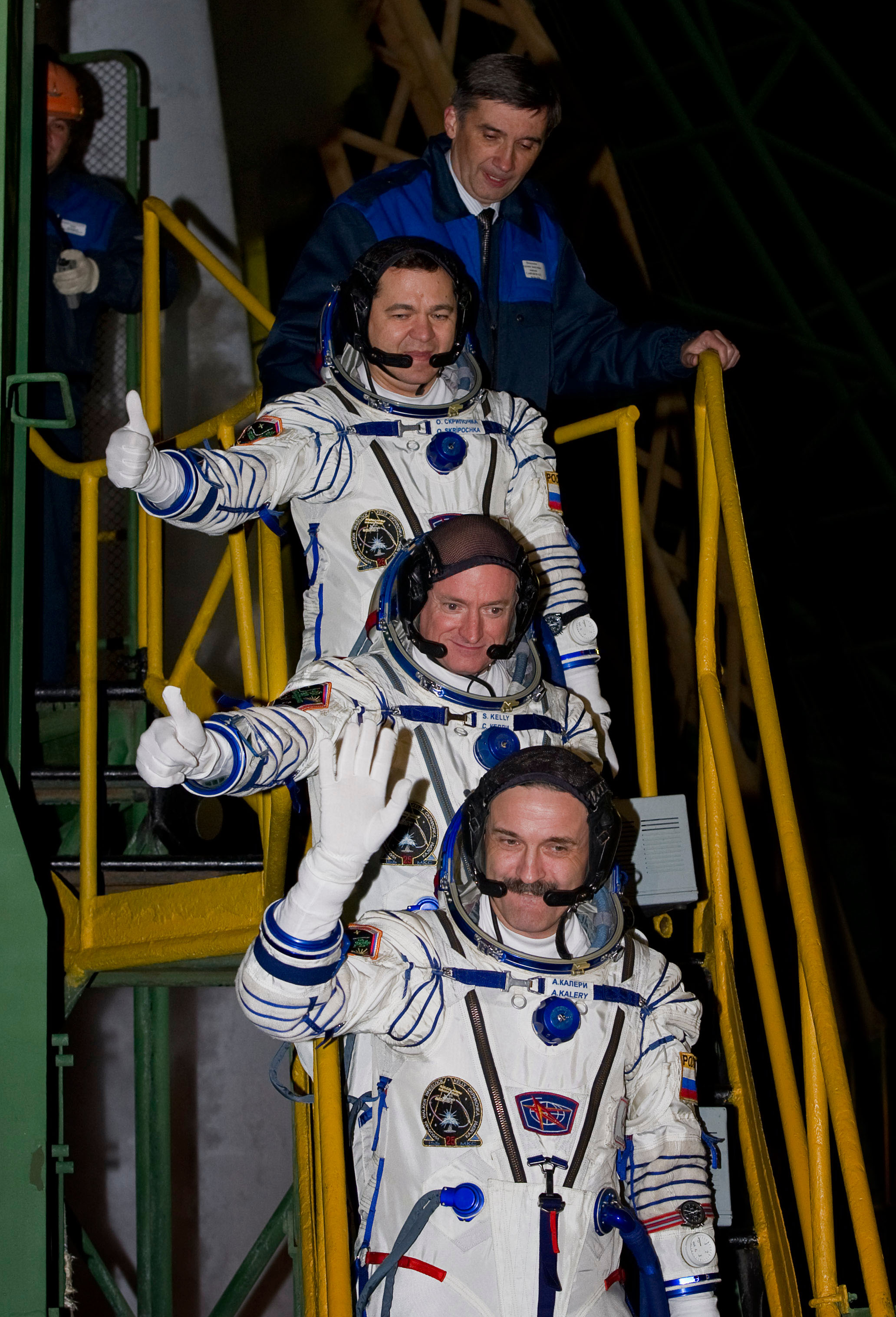
پیش به سوی پرتاب
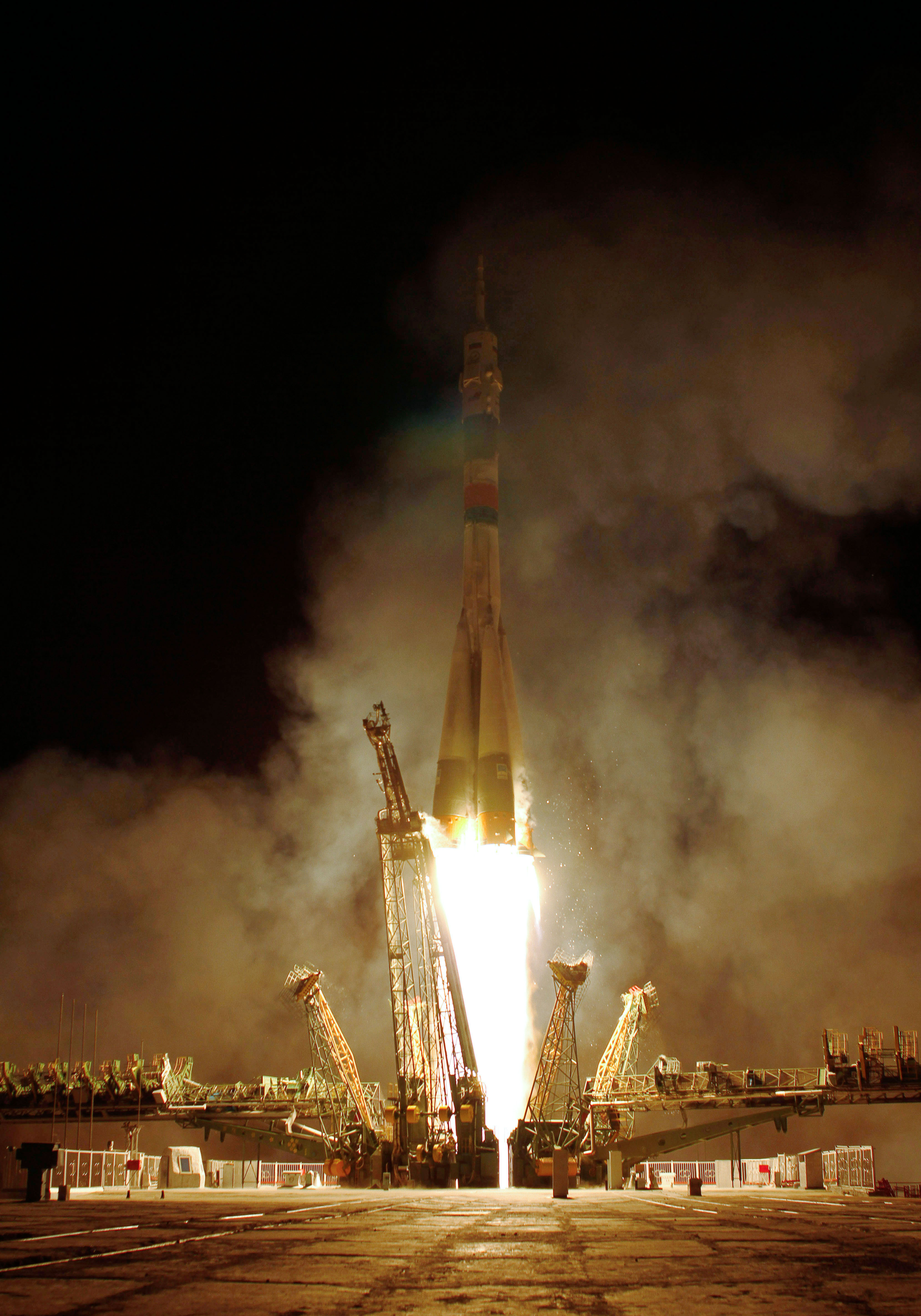
پرتاب تی‌ام‌ای-۱ام
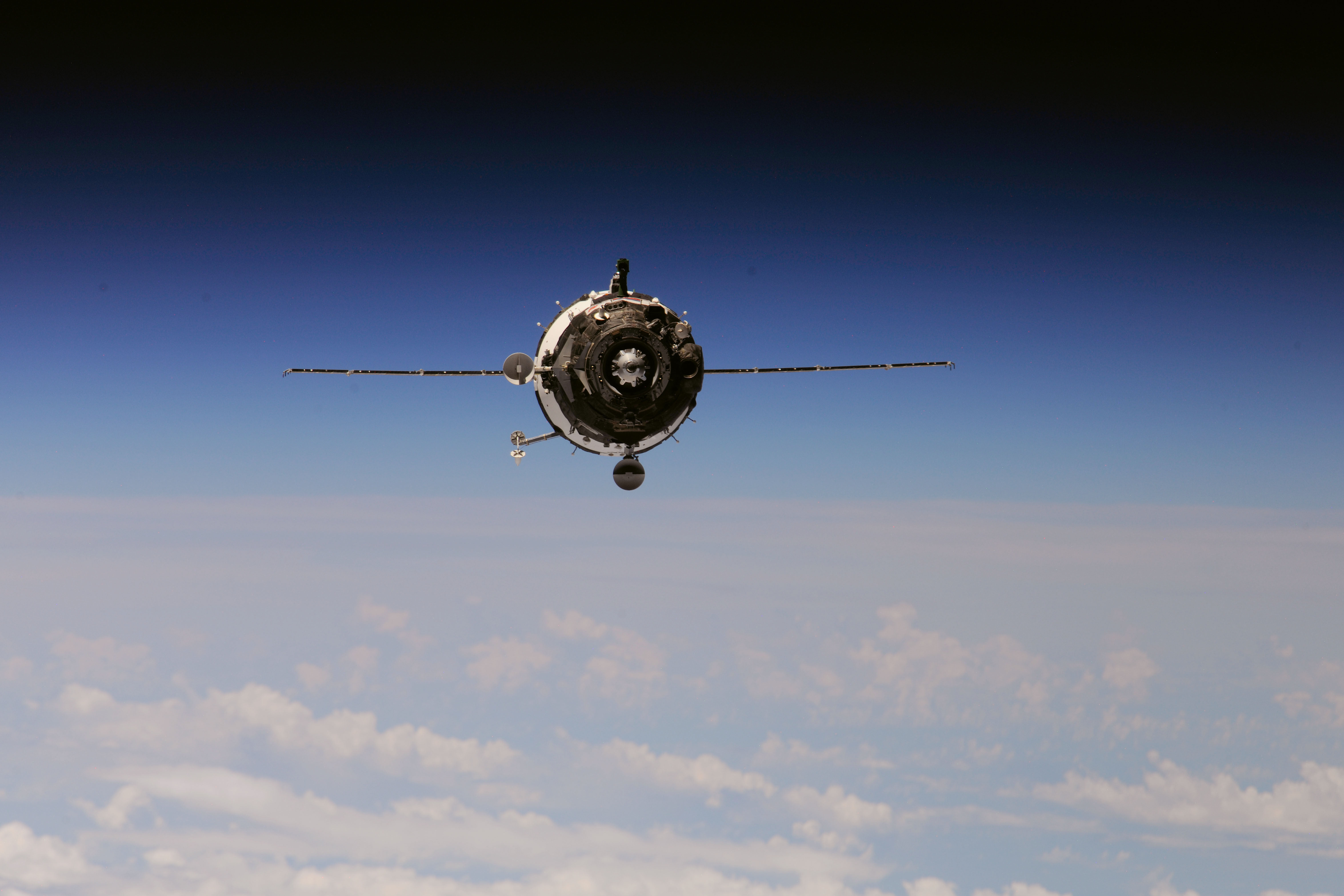
تی‌ام‌ای-۱ام به ایستگاه نزدیک می‌شود
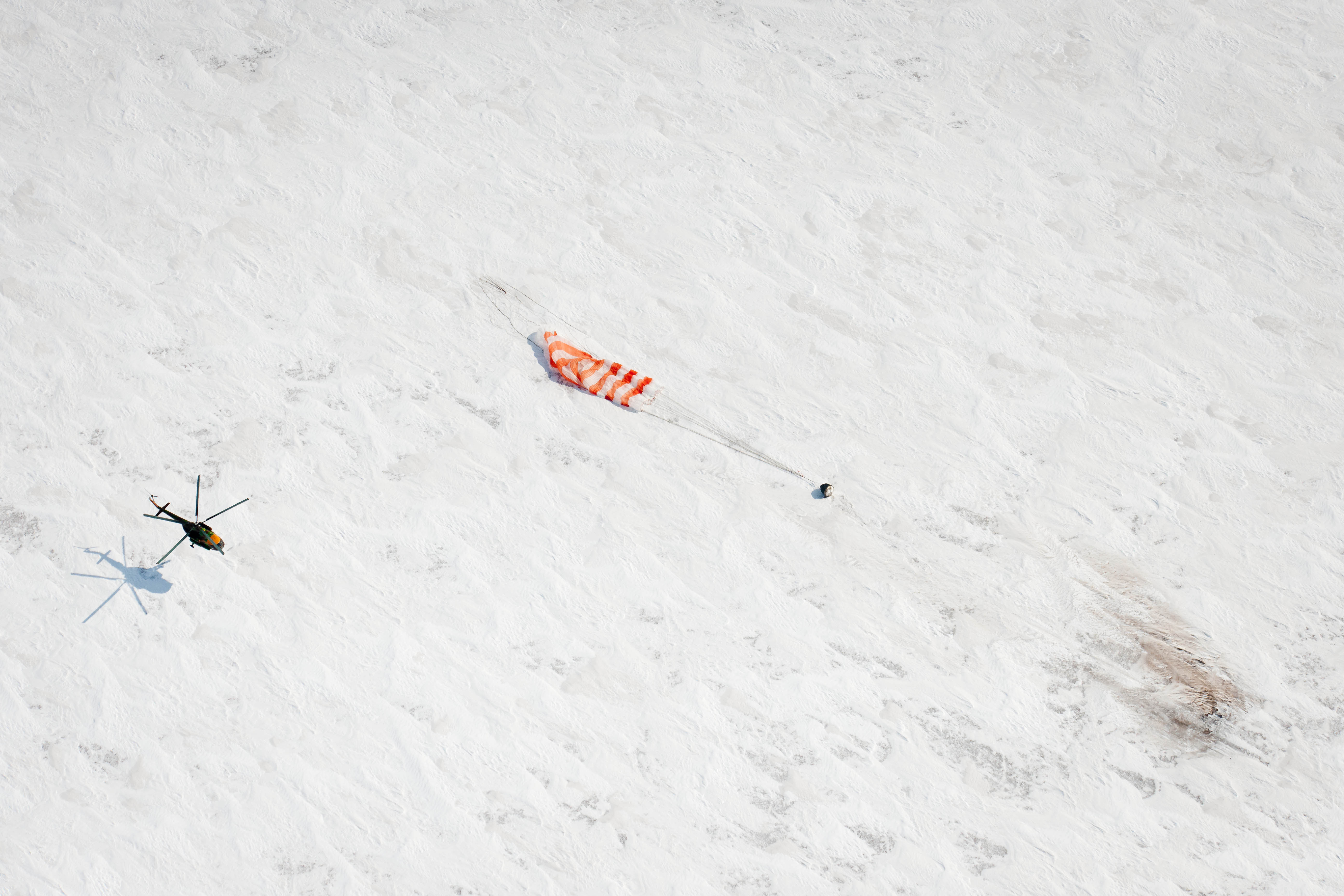
فرود تی‌ام‌ای-۱ام
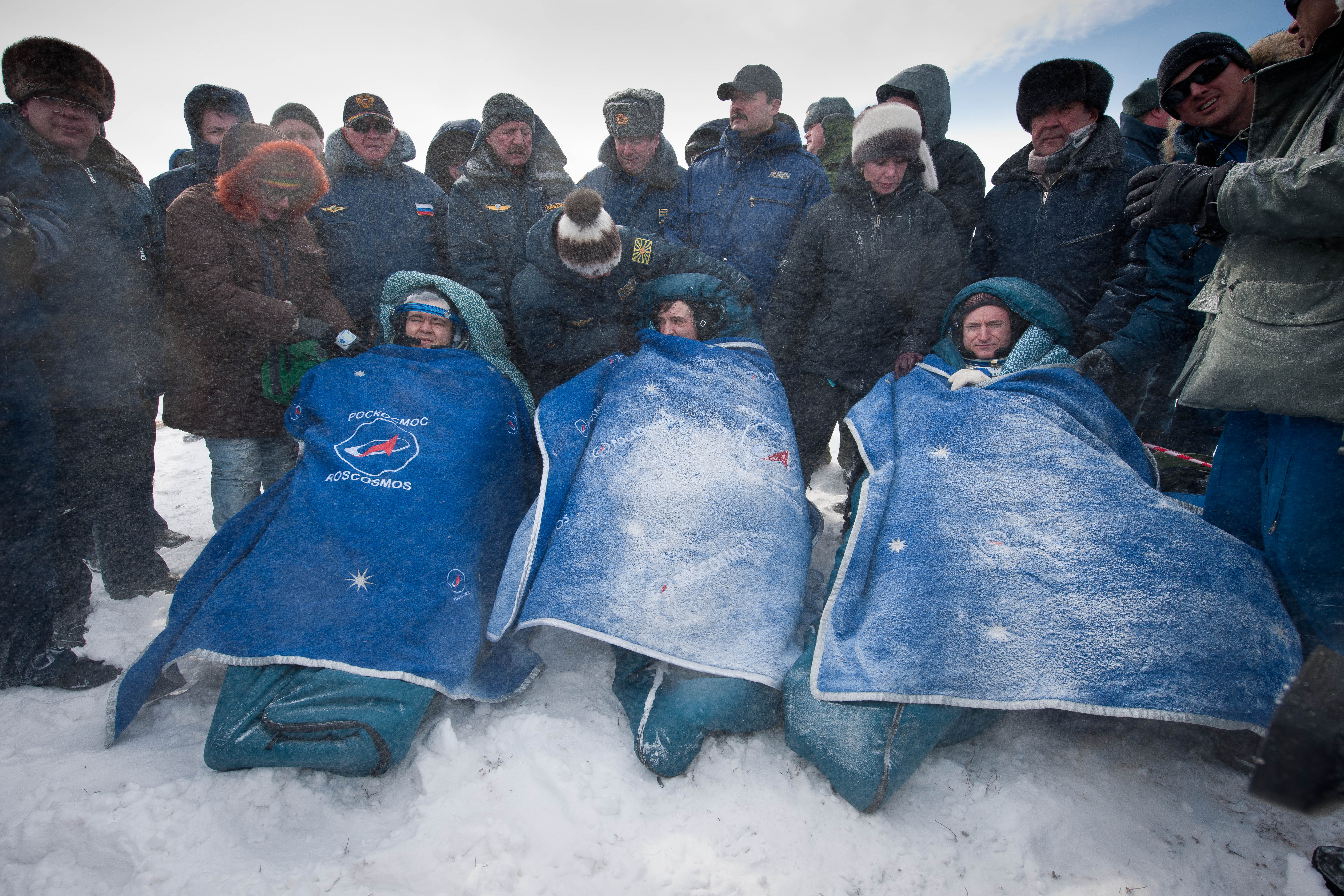
فضانوردان تی‌ام‌ای-۱ام پس از فرود